# Miss Universo Canadá
Miss Universo Canadá (en inglés: Miss Universe Canada) es un concurso de belleza nacional en Canadá. Se encarga de seleccionar a la representante para el concurso Miss Universo.

## Historia
En 1992, el concurso Miss Canadá fue cancelado debido a «sus altos costos y tiempos cambiantes». Sin embargo, al año siguiente, Chan International Models, una agencia de modelaje con sede en Edmonton, adquirió la licencia para representar llevar a cabo el concurso Canadian Search for Miss Universe (búsqueda canadiense de Miss Universo) y seleccionar a las representantes de Canadá en Miss Universo, que recibía el título de Miss Canadian Universe (Miss Universo Canadiense).
En 2002, Denis Dávila adquirió la licencia de Miss Universo a través de su empresa, Beauties of Canada.
En 2010, Miss Universo Canadá recibió amplia atención cuando Maria Al-Masani, la primera concursante de un concurso de belleza de origen yemení, participó. Esto generó controversia debido a que se le permitió adaptar su atuendo a sus creencias religiosas, utilizando un sarong semitransparente sobre su traje de baño. En 2012, CNN World News la nombró una de sus ocho «agentes del cambio» para seguir, siendo la única canadiense en recibir esa designación.
En 2012, el concurso fue acusado de transfobia después de descalificar a una concursante transgénero, Jenna Talackova, por no ser una «mujer nacida naturalmente». Un portavoz de Miss Universo Canadá emitió un comunicado diciendo que ella fue descalificada porque en su formulario de inscripción declaró haber nacido mujer, lo cual no era cierto. Finalmente, Talackova fue readmitida en la competencia.
El 27 de mayo de 2013, dos días después del concurso Miss Universo Canadá 2013, se anunció que Denise Garrido era la ganadora. Sin embargo, resultó que Garrido era en realidad la tercera finalista y debido a un error matemático fue nombrada ganadora. La verdadera ganadora fue Riza Santos de Calgary. Durante la validación de los resultados de la puntuación computarizada (que ocurrió al día siguiente), se descubrió un error tipográfico en el cuadro de las cinco finalistas, lo que afectó significativamente los resultados finales de la competencia.

## Ganadoras

### Miss Universo Canadá
: Declarada como ganadora
     : Terminó como finalista
     : Terminó como una de las semifinalistas o cuartofinalistas
     : Terminó como ganadora de premios especiales
| Año                                           | Ciudad natal              | Miss Universo Canadá   | Posición en Miss Universo | Premios especiales  |
| --------------------------------------------- | ------------------------- | ---------------------- | ------------------------- | ------------------- |
| 2024                                          | Edmonton                  | Ashley Callingbull     | Top 12                    |                     |
| 2023                                          | Toronto                   | Madison Kvaltin        | No clasificó              |                     |
| 2022                                          | Vancouver                 | Amelia Tu              | Top 16                    |                     |
| 2021                                          | Toronto                   | Tamara Jemuovic        | No clasificó              |                     |
| 2020                                          | Vancouver                 | Nova Stevens           | No clasificó              |                     |
| 2019                                          | Tecumseh                  | Alyssa Boston          | No clasificó              |                     |
| 2018                                          | Windsor                   | Marta Stępień          | Top 10                    |                     |
| 2017                                          | Toronto                   | Lauren Howe            | Top 10                    |                     |
| 2016                                          | Moose Jaw                 | Siera Bearchell        | Top 9                     |                     |
| 2015                                          | Toronto                   | Paola Nunez Valdez     | No clasificó              |                     |
| 2014                                          | Caledon                   | Chanel Beckenlehner    | No clasificó              |                     |
| 2013                                          | Calgary                   | Riza Santos            | No clasificó              |                     |
| 2012                                          | Vancouver                 | Sahar Biniaz           | No compitió               | No compitió         |
| 2012                                          | Calgary                   | Adwoa Yamoah           | No clasificó              |                     |
| 2011                                          | Tecumseh                  | Chelsae Durocher       | No clasificó              |                     |
| 2010                                          | Toronto                   | Elena Semikina         | No clasificó              |                     |
| 2009                                          | Richmond Hill             | Mariana Valente        | No clasificó              |                     |
| 2008                                          | Richmond Hill             | Samantha Tajik         | No clasificó              |                     |
| 2007                                          | Toronto                   | Inga Skaya             | No clasificó              |                     |
| 2006                                          | Toronto                   | Alice Panikian         | Top 10                    |                     |
| 2005                                          | Toronto                   | Natalie Glebova        | Miss Universo 2005        |                     |
| 2004                                          | Waterdown                 | Venessa Fisher         | No clasificó              |                     |
| 2003                                          | Tecumseh                  | Leanne Cecile          | Top 10                    |                     |
| Canadian Search for Miss Universe (1993-2002) |                           |                        |                           |                     |
| 2002                                          | Toronto                   | Neelam Verma           | Top 10                    |                     |
| 2001                                          | Montreal                  | Cristina Rémond        | No clasificó              |                     |
| 2000                                          | Edmonton                  | Kim Yee                | Top 5                     |                     |
| 1999                                          | Windsor                   | Shannon McArthur       | No clasificó              |                     |
| 1998                                          | Calgary                   | Juliana Thiessen       | No clasificó              |                     |
| 1997                                          | Red Deer                  | Carmen Kempt           | No clasificó              |                     |
| 1996                                          | Vancouver                 | Renette Cruz           | No clasificó              |                     |
| 1995                                          | Calgary                   | Lana Buchberger        | Segunda finalista         |                     |
| 1994                                          | Dawson Creek              | Susanne Rothfos        | No clasificó              |                     |
| 1993                                          | Calgary                   | Nancy Elder            | No clasificó              |                     |
| Miss Canadá (1978-1992)                       |                           |                        |                           |                     |
| 1992                                          | Summerland                | Nicole Dunsdon         | No clasificó              |                     |
| 1991                                          | Edmonton                  | Leslie McLaren         | No clasificó              |                     |
| 1990                                          | Niágara                   | Robin Lee Ouzunoff     | No clasificó              |                     |
| 1989                                          | Laurentides               | Juliette Powell        | No clasificó              |                     |
| 1988                                          | London                    | Mary-Melinda Gillies   | No clasificó              |                     |
| 1987                                          | St. Catharines            | TinaMay Simpson        | No clasificó              |                     |
| 1986                                          | Cranbrook                 | Rene Newhouse          | No clasificó              |                     |
| 1985                                          | Calgary                   | Karen Elizabeth Tilley | Top 10                    |                     |
| 1984                                          | Edmonton                  | Cynthia Kereluk        | No clasificó              |                     |
| 1983                                          | Manitoba                  | Jodi Yvonne Rutledge   | No clasificó              |                     |
| 1982                                          | London                    | Karen Baldwin          | Miss Universo 1982        |                     |
| 1981                                          | Laval                     | Dominique Dufour       | Primera finalista         |                     |
| 1980                                          | Calgary                   | Teresa Mackay          | Top 12                    |                     |
| 1979                                          | Manitoba                  | Heidi Quiring          | No clasificó              |                     |
| 1978                                          | Vancouver                 | Andrea Eng             | No clasificó              |                     |
| Miss Dominio de Canadá (1959-1977)            |                           |                        |                           |                     |
| 1977                                          | Burnaby                   | Pamela Mercer          | No clasificó              | - Miss Simpatía     |
| 1976                                          | Blind River               | Normande Jacques       | No clasificó              |                     |
| 1975                                          | Ontario                   | Sandra Campbell        | No clasificó              |                     |
| 1974                                          | Hamilton                  | Deborah Tone           | No clasificó              |                     |
| 1973                                          | Port Colborne             | Deborah Ducharme       | No clasificó              |                     |
| 1972                                          | Perth                     | Bonny Brady            | No clasificó              |                     |
| 1971                                          | Windsor                   | Lana Drouillard        | No clasificó              |                     |
| 1970                                          | Isla del Príncipe Eduardo | Norma Hickey           | No clasificó              |                     |
| 1969                                          | Toronto                   | Jacquie Perrin         | No clasificó              |                     |
| 1968                                          | Chatham                   | Nancy Wilson           | Top 15                    |                     |
| 1967                                          | Toronto                   | Donna Barker           | No clasificó              |                     |
| 1966                                          | Burlington                | Marjorie Schofield     | No clasificó              |                     |
| 1965                                          | Hamilton                  | Carol Tidey            | Top 15                    |                     |
| 1964                                          | San Juan de Terranova     | Mary Lou Farrell       | No clasificó              |                     |
| 1963                                          | Regina                    | Jane Kmita             | No clasificó              |                     |
| 1962                                          | Preston                   | Marilyn McFatridge     | Top 15                    |                     |
| 1961                                          | Ontario                   | Wilda Reynolds         | No clasificó              |                     |
| 1960                                          | Ontario                   | Edna MacVicar          | No clasificó              |                     |
| 1959                                          | Ontario                   | Eileen Butter          | No clasificó              |                     |
| 1952-1958                                     |                           |                        |                           |                     |
| 1958                                          | Toronto                   | Eileen Cindy Conroy    | No clasificó              |                     |
| 1957                                          | Toronto                   | Gloria Noakes          | Top 16                    | - Chica más popular |
| 1956                                          | Toronto                   | Elaine Bishenden       | No clasificó              |                     |
| 1955                                          | North Bay                 | Cathy Diggles          | Top 16                    |                     |
| 1954                                          | Toronto                   | Joyce Landry           | No clasificó              |                     |
| 1953                                          | Toronto                   | Thelma Brewis          | Top 16                    |                     |
| 1952                                          | Toronto                   | Ruth Carrier           | No clasificó              |                     |

### Miss Internacional Canadá
: Declarada como ganadora
     : Terminó como finalista
     : Terminó como una de las semifinalistas o cuartofinalistas
     : Terminó como ganadora de premios especiales
| Año                                                                              | Ciudad natal | Miss Internacional Canadá | Posición en Miss Internacional | Premios especiales |
| -------------------------------------------------------------------------------- | ------------ | ------------------------- | ------------------------------ | ------------------ |
| 2024                                                                             | Langley      | Jessica Bailey            | No clasificó                   |                    |
| 2023                                                                             | Windsor      | Melanie Renaud            | No clasificó                   |                    |
| 2022                                                                             | Toronto      | Madison Kvaltin           | Top 8                          |                    |
| Debido al impacto de la pandemia de COVID-19, no hubo concurso entre 2020 y 2021 |              |                           |                                |                    |
| 2019                                                                             | Montreal     | Megha Sandhu              | No clasificó                   |                    |
| 2018                                                                             | Toronto      | Camila Gonzalez           | No clasificó                   |                    |
| 2017                                                                             | Windsor      | Marta Stępień             | No clasificó                   |                    |
| 2016                                                                             | Amherstburg  | Amber Bernachi            | Top 15                         |                    |
| 2015                                                                             | Wetaskiwin   | Kathryn Kohut             | No clasificó                   |                    |
| 2014                                                                             | Toronto      | Kesiah Papasin            | No clasificó                   |                    |
| 2013                                                                             | Halifax      | Sarah Ainsley Harrison    | No clasificó                   |                    |
| 2012                                                                             | Hamilton     | Marta Jablonska           | No clasificó                   |                    |
| 2011                                                                             | No compitió  | No compitió               | No compitió                    | No compitió        |
| 2010                                                                             | Uxbridge     | Katie Starke              | No clasificó                   |                    |
| 2009                                                                             | Caledon      | Chanel Beckenlehner       | Top 15                         |                    |
| 2008                                                                             | Toronto      | Elena Semikina            | No clasificó                   |                    |
| 2007                                                                             | Toronto      | Justine Stewart           | No clasificó                   |                    |
| 2006                                                                             | Toronto      | Emily Kiss                | No clasificó                   |                    |
| 2005                                                                             | Edmonton     | Micaela Smith             | No clasificó                   |                    |
| 2004                                                                             | Surrey       | Adelynn Cupino            | No clasificó                   |                    |
| 2003                                                                             | Windsor      | Katarzyna Dziedzic        | No clasificó                   |                    |

## Galería de ganadoras

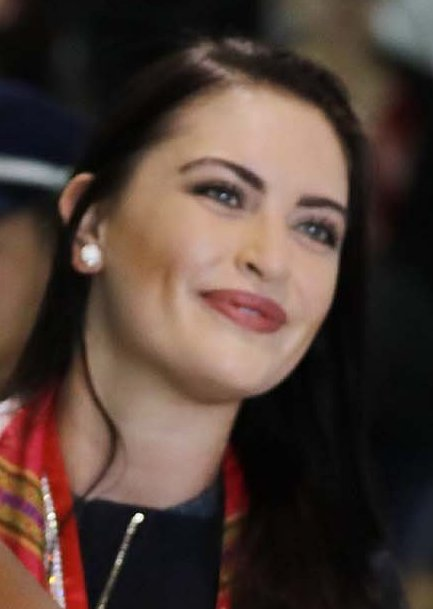
Siera Bearchell, Miss Universo Canadá 2016
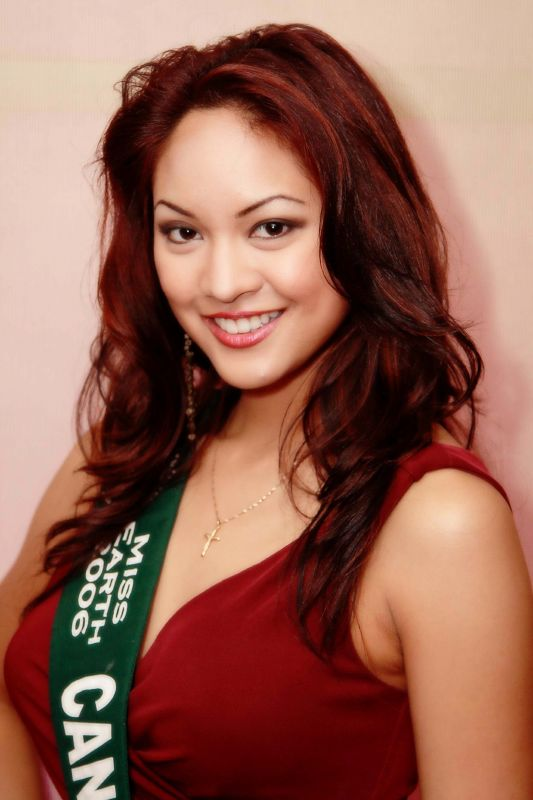
Riza Santos, Miss Universo Canadá 2013
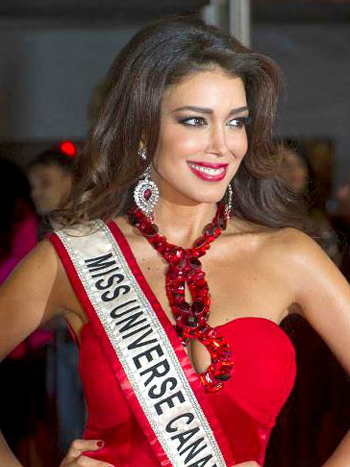
Sahar Biniaz, Miss Universo Canadá 2012
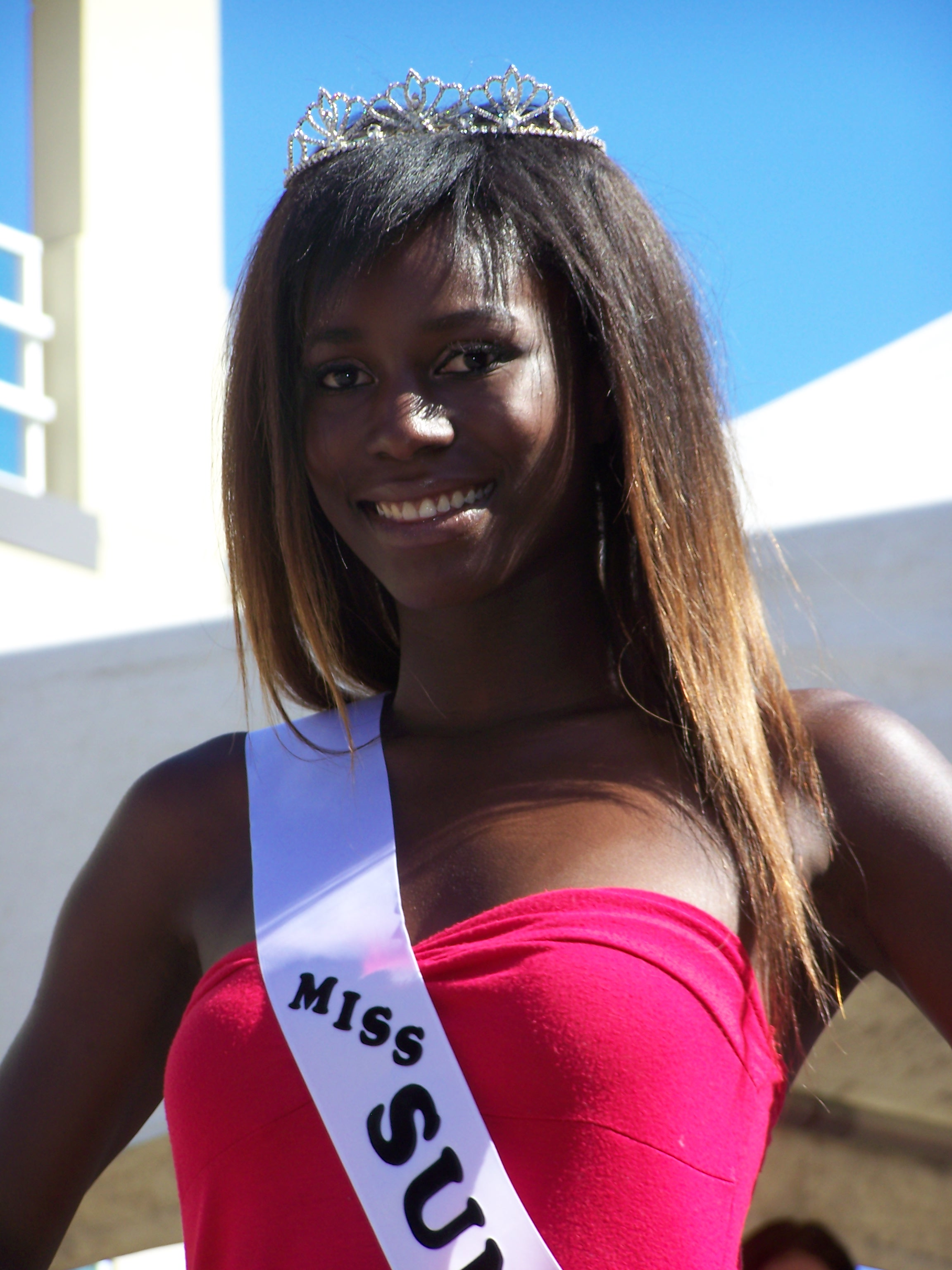
Adwoa Yamoah, primera finalista de Miss Universo Canadá 2012
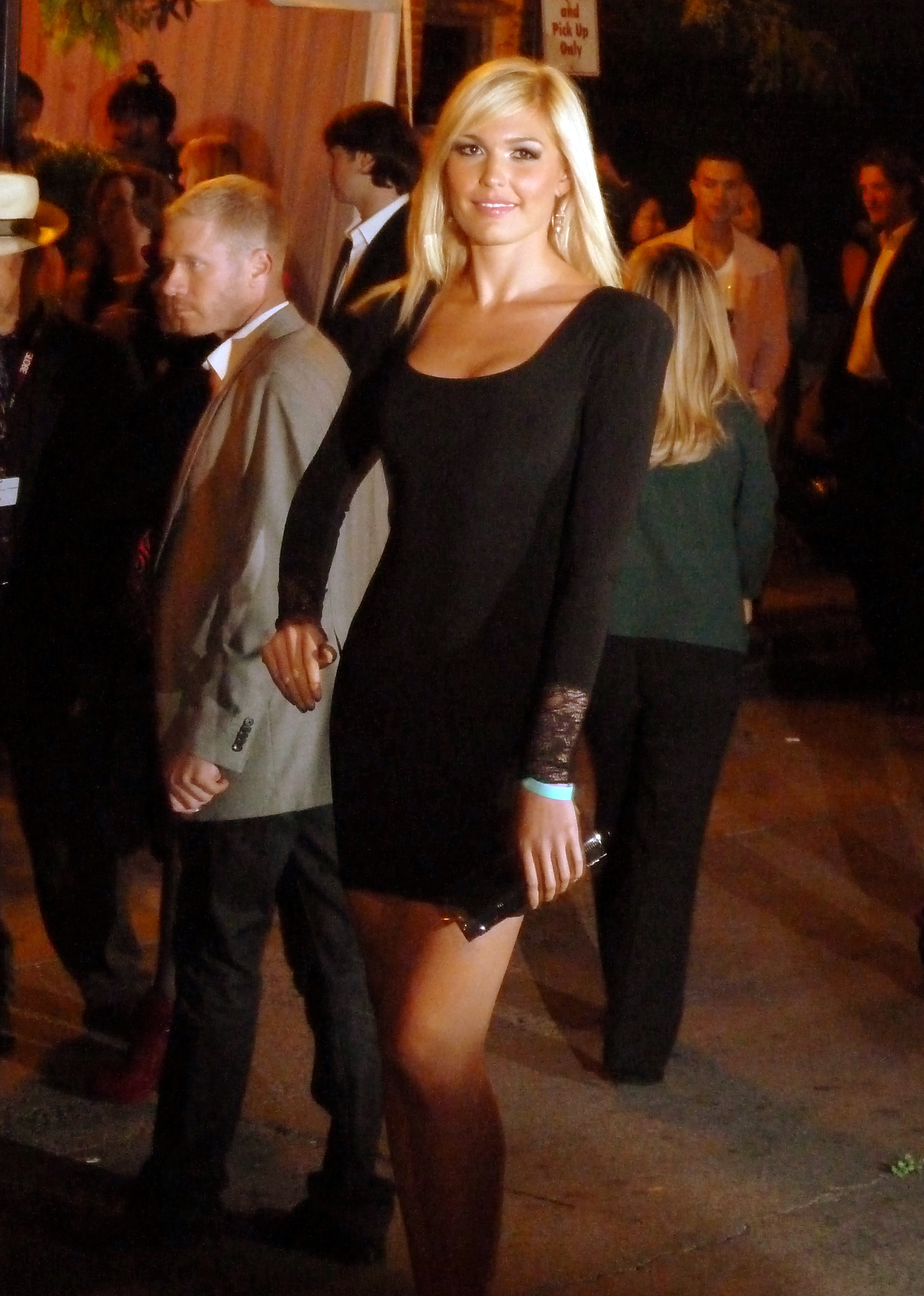
Elena Semikina, Miss Universo Canadá 2010
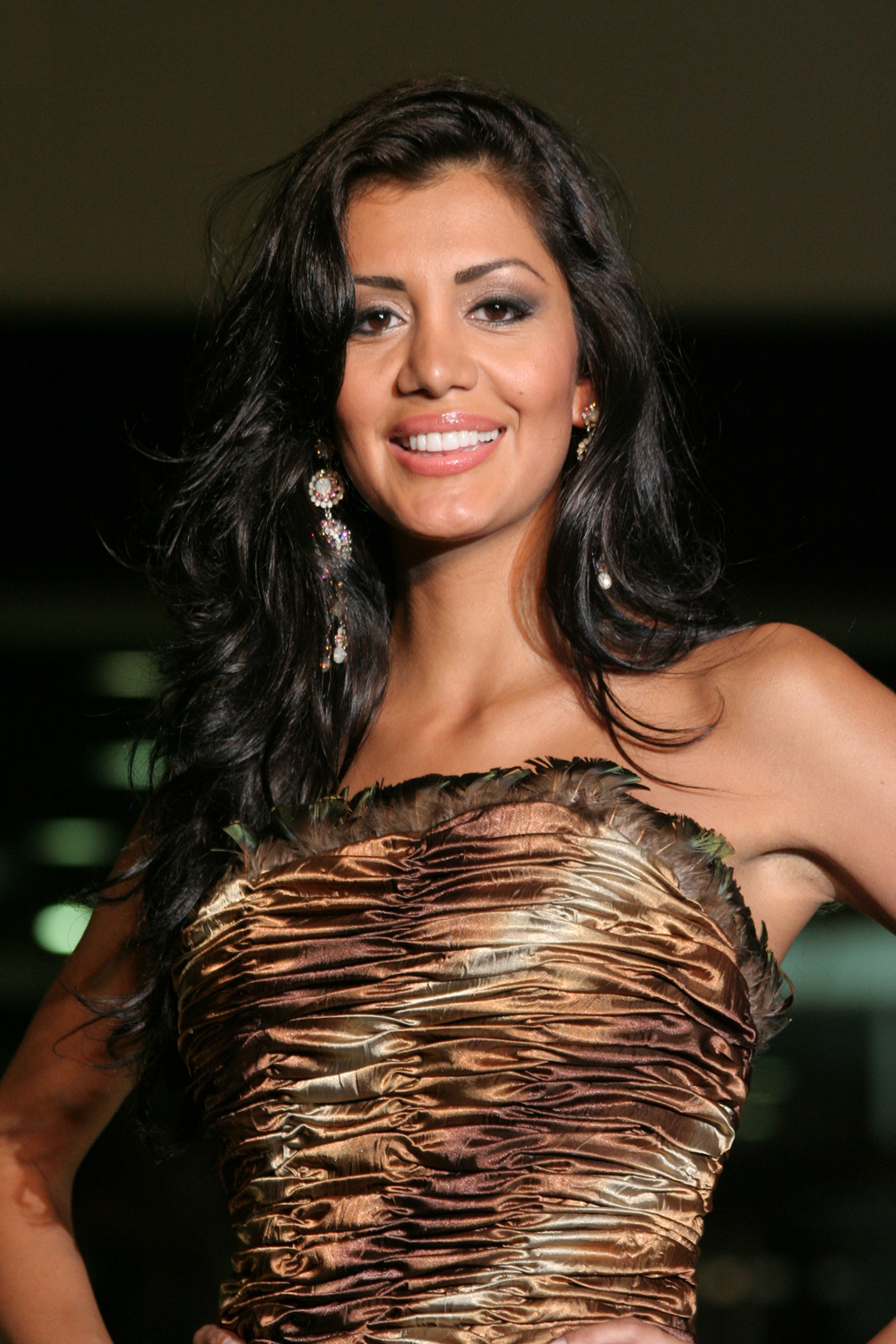
Samantha Tajik, Miss Universo Canadá 2008
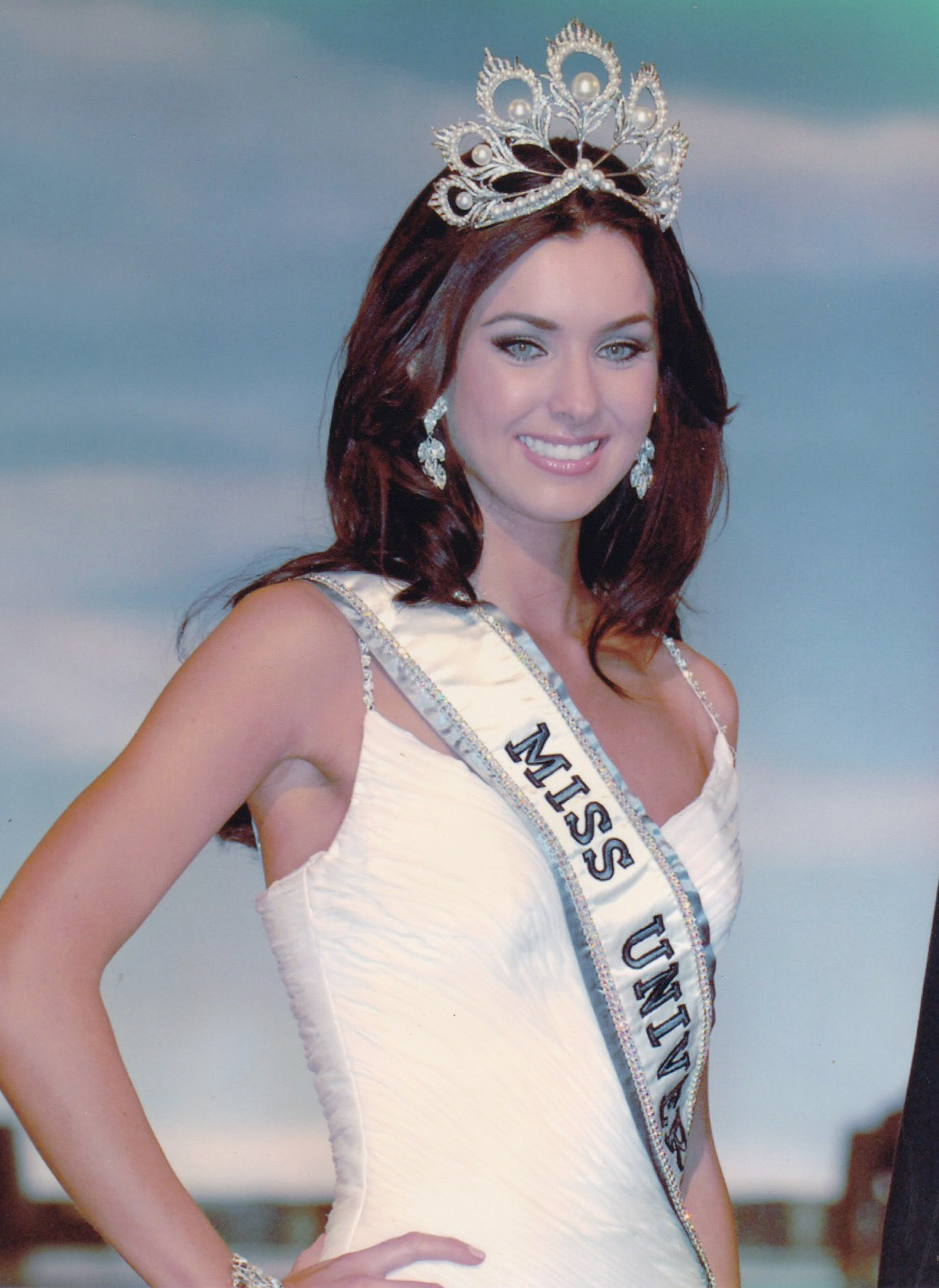
Natalie Glebova, Miss Universo Canadá 2005 y Miss Universo 2005